# Orophotus gracilis
Orophotus gracilis is een vliegensoort uit de familie van de roofvliegen (Asilidae). De wetenschappelijke naam van de soort is voor het eerst geldig gepubliceerd in 2004 door Scarbrough & Duncan.